# Университет Бокони
Бокони (на италиански: Università Commerciale Luigi Bocconi) е частен икономически университет в Милано, Италия, който предлага редица програми в областта на икономиката, мениджмънта, финансите, правото, политическите науки и публичната администрация.

## История
Университетът е основан през 1902 г. Наименуван е на сина на основателя Фердинандо Бокони – Луиджи Бокони, който умира в битката при Адуа, през Първата италианско-етиопска война. Първоначално е клон на Миланския политехнически университет и моделът на обучение следва този в Антверпен.
Бокони е международно ориентирана институция в бизнеса, икономиката и правото. Той също е университет за научни изследвания, който получава средства за своите проекти от национални и международни институции.
Университетът предлага и дейности за ученици в Италия, като математически конкурси, симулации на модели на ООН и други важни събития, насочени към ориентирането им по време на средното им образование.
През 2017 г. съвместно с Американския университет в България открива магистърска програма за ръководни кадри „Финанси, банково дело и управление на недвижими имоти“, като обучението се провежда изцяло в София.

## Рейтинги
| Програма                                                              | 2018 | 2019 |
| --------------------------------------------------------------------- | ---- | ---- |
| Financial Times - Best European Business Schools (европейски рейтинг) | 6-о  |      |
| QS Rankings - Social Sciences and Management (световен рейтинг)       | 11-о | 16-о |
| QS Rankings - Accounting & Finance (световен рейтинг)                 | 29-о | 18-о |
| QS Rankings - Economics & Econometrics (световен рейтинг)             | 16-о | 16-о |
| QS Rankings - Business & Management Studies (световен рейтинг)        | 10-о | 8-о  |
| Times Higher Education - Business and Economics (световен рейтинг)    | 27-о | N/A  |

## Галерия
- Училище по мениджмънт
- Университетска библиотека „Бокони“
- „Велодром“ (на площад „Срафа“)

## Възпитаници
- Марио Монти, бивш министър-председател на Италия
- Ема Бонино, политик
- Виторио Коало, изпълнителен директор на Водафон
- Томазо Падоа-Скиопа, бивш министър на финансите, наричан „бащата на еврото“
- Луиджи Ейнауди, 2-ри президент на Италия
- Фабио Делонги, изпълнителен директор на De’Longhi
- Алесандро Профумо, председател на Европейската банкова федерация